# Kanagala, Malur
Kanagala là một làng thuộc tehsil Malur, huyện Kolar, bang Karnataka, Ấn Độ.